# ارنست فریتز فوربرینگر
ارنست فریتز فوربرینگر (انگلیسی: Ernst Fritz Fürbringer؛ ۲۷ ژوئیهٔ ۱۹۰۰ – ۳۰ اکتبر ۱۹۸۸) یک هنرپیشه و صداپیشه اهل آلمان بود. وی بین سال‌های ۱۹۳۳ تا ۱۹۸۳ میلادی فعالیت می‌کرد.
از فیلم‌ها یا برنامه‌های تلویزیونی که وی در آن نقش داشته است می‌توان به شیطان در شب آمد، تایتانیک اشاره کرد.